# Elecciones a las Cortes de Aragón de 2011
Las elecciones a Cortes de Aragón de 2011, que dieron lugar al inicio de la VIII Legislatura, se celebraron el 22 de mayo de 2011, en el ámbito de las elecciones autonómicas de España de 2011. 
El vencedor fue el Partido Popular de Aragón con Luisa Fernanda Rudi, que logró en las Cortes una mayoría simple. Colaboró en la formación de gobierno el Partido Aragonés. Los otros partidos que consiguieron representación en las Cortes fueron el Partido de los Socialistas de Aragón, Chunta Aragonesista e Izquierda Unida de Aragón.
El reparto de diputados por provincias es el siguiente:
| Reparto de escaños por circunscripciones |        |        |          |       |
| Circunscripción                          | Huesca | Teruel | Zaragoza | Total |
| Diputados                                | 18     | 14     | 35       | 67    |

## Candidaturas
| Provincia | Candidatos | Observaciones                                                                            |
| --------- | --- | ---------------------------------------------------------------------------------------- |
| Huesca    | - PSOE-Aragón: Marcelino Iglesias - PP de Aragón: Antonio Torres - PAR: Arturo Aliaga - CHA: Joaquín Antonio Palacín - IUA: Miguel Aso Solans         | - Otras candidaturas: CDL, CCA, ECOLO, FIA, PACMA, TA, UCE, UPyD,                        |
| Teruel    | - PSOE-Aragón: Javier Velasco - PP de Aragón: María Carmen Isabel Pobo - PAR: José Ángel Biel Rivera - CHA: Francisco Martín - IUA: Luis Ángel Romero | - Otras candidaturas: CCA, ECOLO, FIA, PACMA, TA, UCE, UPyD,                             |
| Zaragoza  | - PSOE-Aragón: Eva Almunia Badía - PP de Aragón: Luisa Fernanda Rudi - CHA: Nieves Ibeas Vuelta - PAR: Alfredo Valeriano Bone - IUA: Adolfo Barrena   | - Otras candidaturas: CDL, CCA, ECOLO, FIA, L'VIA, PACMA, pCUA, PH, PFyV, TA, UCE, UPyD, |

## Encuestas
| Encuesta                               | PSOE   | PP     | PAR    | CHA   | IU    | UPyD | Otros |
| -------------------------------------- | ------ | ------ | ------ | ----- | ----- | ---- | ----- |
| Resultados 2007                        | 30     | 23     | 9      | 4     | 1     | -    | -     |
| Público(20/03/2010)                    | 38,3%  | 38,0%  | 5,0%   | 7,0%  | 6,6%  | -    | 5,1%  |
| Escaños                                | 29     | 29     | 2      | 3     | 4     | -    | -     |
| El Heraldo de Aragón(23/04/2010)       | 40,1%  | 36,9%  | 8,3%   | 7,1%  | 5,0%  | -    | -     |
| Escaños                                | 29     | 27     | 5      | 4     | 2     | -    | -     |
| El Mundo(02/06/2010)                   | 36,8%  | 41,2%  | 7,3%   | 6,7%  | 5,0%  | -    | 3,6%  |
| Escaños                                | 27-28  | 30-31  | 4      | 2-4   | 1     | -    | -     |
| PSOE(06/10/2010) Escaños               | 28     | 26     | 7      | 5     | 6     | -    | -     |
| El Heraldo de Aragón(12/10/2010)       | 36,79% | 35,01% | 11,47% | 9,18% | 5,15% | -    | -     |
| Escaños                                | 27     | 25     | 8      | 5     | 2     | -    | -     |
| ABC(08/12/2010)                        | 33,7%  | 38,2%  | 9,5%   | 9,0%  | 4,7%  | -    | -     |
| Escaños                                | 26     | 28     | 7      | 5     | 1     | -    | -     |
| Gobierno de Aragón(22/12/2010) Escaños | 21-22  | 27-28  | 10     | 6     | 2     | -    | -     |
| El Mundo(05/01/2011)                   | 30,3%  | 40,0%  | 9,4%   | 8,6%  | 5,7%  | -    | 6,0%  |
| Escaños                                | 23-26  | 28-30  | 6-7    | 4     | 3     | -    | -     |
| La Razón(22/01/2011)                   | 32,8%  | 40,9%  | ?      | ?     | ?     | -    | -     |
| Escaños                                | 24-26  | 29-30  | 9      | ?     | ?     | -    | -     |
| El Heraldo de Aragón(06/02/2011)       | 35,6%  | 39,2%  | 9,3%   | 7,4%  | 6,2%  | -    | -     |
| Escaños                                | 25     | 28     | 7      | 3     | 4     | -    | -     |
| Público(18/04/2011)                    | 36,6%  | 36,5%  | 8,9%   | 6,7%  | 5,8%  | -    | -     |
| Escaños                                | 26     | 28     | 6      | 4     | 3     | -    | -     |
| El Mundo(24/04/2011)                   | 33,8%  | 40,4%  | 7,8%   | 7,7%  | 5,4%  | -    | 4,9%  |
| Escaños                                | 24-25  | 28-30  | 6      | 4     | 3-4   | -    | -     |
| Heraldo de Aragón(24/04/2011)          | -      | -      | -      | -     | -     | -    | -     |
| Escaños                                | 26     | 25     | 7      | 5     | 4     | -    | -     |
| Antena 3(03/05/2011)                   | 30,4%  | 37,0%  | 11,9%  | 9,2%  | 5,0%  | -    | 6,5%  |
| Escaños                                | 23-24  | 27-28  | 8-9    | 4-5   | 3     | -    | -     |
| CIS(05/05/2011)                        | 35,7%  | 33,9%  | 10,3%  | 8,2%  | 5,1%  | 2,4% | 1,7%  |
| Escaños                                | 27     | 26     | 7      | 4     | 3     | -    | -     |

## Resultados
| ← Elecciones a Cortes de Aragón de 2011→ |                                                       |                     |         |       |         |     |
| Presidente y gobierno | Partido                                               | Candidato           | Votos   | %     | Escaños | +/- |
| - Presidente: Luisa Fernanda Rudi - Gobierno: PP - Censo: 1.016.021 - Votantes: 689.904 (67,90%) - Abstención: 326.117 (32,10%) - Válidos: 679.529 - A candidatura: 657.851 | Partido Popular de Aragón (PP de Aragón)              | Luisa Fernanda Rudi | 269.729 | 39,10 | 30      | +7  |
| - Presidente: Luisa Fernanda Rudi - Gobierno: PP - Censo: 1.016.021 - Votantes: 689.904 (67,90%) - Abstención: 326.117 (32,10%) - Válidos: 679.529 - A candidatura: 657.851 | Partido de los Socialistas de Aragón (PSOE-Aragón)    | Eva Almunia         | 197.189 | 28,58 | 22      | -8  |
| - Presidente: Luisa Fernanda Rudi - Gobierno: PP - Censo: 1.016.021 - Votantes: 689.904 (67,90%) - Abstención: 326.117 (32,10%) - Válidos: 679.529 - A candidatura: 657.851 | Partido Aragonés (PAR)                                | José Ángel Biel     | 62.193  | 9,01  | 7       | -2  |
| - Presidente: Luisa Fernanda Rudi - Gobierno: PP - Censo: 1.016.021 - Votantes: 689.904 (67,90%) - Abstención: 326.117 (32,10%) - Válidos: 679.529 - A candidatura: 657.851 | Chunta Aragonesista (CHA)                             | Nieves Ibeas        | 55.932  | 8,11  | 4       | =   |
| - Presidente: Luisa Fernanda Rudi - Gobierno: PP - Censo: 1.016.021 - Votantes: 689.904 (67,90%) - Abstención: 326.117 (32,10%) - Válidos: 679.529 - A candidatura: 657.851 | Izquierda Unida de Aragón (IUA)                       | Adolfo Barrena      | 41.874  | 6,07  | 4       | +3  |
| - Presidente: Luisa Fernanda Rudi - Gobierno: PP - Censo: 1.016.021 - Votantes: 689.904 (67,90%) - Abstención: 326.117 (32,10%) - Válidos: 679.529 - A candidatura: 657.851 | Unión Progreso y Democracia (UPyD)                    | Cristina Andreu     | 15.667  | 2,27  | 0       |     |
| - Presidente: Luisa Fernanda Rudi - Gobierno: PP - Censo: 1.016.021 - Votantes: 689.904 (67,90%) - Abstención: 326.117 (32,10%) - Válidos: 679.529 - A candidatura: 657.851 | ECOLO-Verdes de Aragón                                |                     | 4.621   | 0,67  | 0       |     |
| - Presidente: Luisa Fernanda Rudi - Gobierno: PP - Censo: 1.016.021 - Votantes: 689.904 (67,90%) - Abstención: 326.117 (32,10%) - Válidos: 679.529 - A candidatura: 657.851 | Compromiso con Aragón (CCA)                           |                     | 3.771   | 0,55  | 0       |     |
| - Presidente: Luisa Fernanda Rudi - Gobierno: PP - Censo: 1.016.021 - Votantes: 689.904 (67,90%) - Abstención: 326.117 (32,10%) - Válidos: 679.529 - A candidatura: 657.851 | Partido Antitaurino Contra el Maltrato Animal (PACMA) |                     | 2.193   | 0,32  | 0       |     |
| - Presidente: Luisa Fernanda Rudi - Gobierno: PP - Censo: 1.016.021 - Votantes: 689.904 (67,90%) - Abstención: 326.117 (32,10%) - Válidos: 679.529 - A candidatura: 657.851 | Federación de Independientes de Aragón (FIA)          |                     | 980     | 0,14  | 0       |     |
| - Presidente: Luisa Fernanda Rudi - Gobierno: PP - Censo: 1.016.021 - Votantes: 689.904 (67,90%) - Abstención: 326.117 (32,10%) - Válidos: 679.529 - A candidatura: 657.851 | Tierra Aragonesa (TA)                                 |                     | 830     | 0,12  | 0       |     |
| - Presidente: Luisa Fernanda Rudi - Gobierno: PP - Censo: 1.016.021 - Votantes: 689.904 (67,90%) - Abstención: 326.117 (32,10%) - Válidos: 679.529 - A candidatura: 657.851 | Unificación Comunista de España (UCE)                 |                     | 603     | 0,09  | 0       |     |
| - Presidente: Luisa Fernanda Rudi - Gobierno: PP - Censo: 1.016.021 - Votantes: 689.904 (67,90%) - Abstención: 326.117 (32,10%) - Válidos: 679.529 - A candidatura: 657.851 | Partido Ciudadanos Unidos de Aragón (pCUA)            |                     | 573     | 0,08  | 0       |     |
| - Presidente: Luisa Fernanda Rudi - Gobierno: PP - Censo: 1.016.021 - Votantes: 689.904 (67,90%) - Abstención: 326.117 (32,10%) - Válidos: 679.529 - A candidatura: 657.851 | Partido Familia y Vida (PFyV)                         |                     | 525     | 0,08  | 0       |     |
| - Presidente: Luisa Fernanda Rudi - Gobierno: PP - Censo: 1.016.021 - Votantes: 689.904 (67,90%) - Abstención: 326.117 (32,10%) - Válidos: 679.529 - A candidatura: 657.851 | Centro Democrático Liberal (CDL)                      |                     | 482     | 0,07  | 0       |     |
| - Presidente: Luisa Fernanda Rudi - Gobierno: PP - Censo: 1.016.021 - Votantes: 689.904 (67,90%) - Abstención: 326.117 (32,10%) - Válidos: 679.529 - A candidatura: 657.851 | Partido Humanista (PH)                                |                     | 440     | 0,06  | 0       |     |
| - Presidente: Luisa Fernanda Rudi - Gobierno: PP - Censo: 1.016.021 - Votantes: 689.904 (67,90%) - Abstención: 326.117 (32,10%) - Válidos: 679.529 - A candidatura: 657.851 | La Voz Independiente de Aragón (L'VIA)                |                     | 249     | 0,04  | 0       |     |
| - Presidente: Luisa Fernanda Rudi - Gobierno: PP - Censo: 1.016.021 - Votantes: 689.904 (67,90%) - Abstención: 326.117 (32,10%) - Válidos: 679.529 - A candidatura: 657.851 | En blanco                                             | N/A                 | 21.678  | 3,2   | N/A     | N/A |
| - Presidente: Luisa Fernanda Rudi - Gobierno: PP - Censo: 1.016.021 - Votantes: 689.904 (67,90%) - Abstención: 326.117 (32,10%) - Válidos: 679.529 - A candidatura: 657.851 | Nulos                                                 | N/A                 | 10.375  | 1,50  | N/A     | N/A |

Para poder optar al reparto de escaños la candidatura deberá obtener al menos el 3% de los votos válidos emitidos en la circunscripción correspondiente.

## Investidura
| Candidata                | Fecha                                                   | Voto       |    |    |   |   |   | Total |
| ------------------------ | ------------------------------------------------------- | ---------- | -- | -- | - | - | - | ----- |
| Luisa Fernanda Rudi (PP) | 13 de julio de 2011 Mayoría requerida: Absoluta (34/67) | Sí         | 30 |    | 7 |   |   | 37/67 |
| Luisa Fernanda Rudi (PP) | 13 de julio de 2011 Mayoría requerida: Absoluta (34/67) | No         |    | 22 |   | 4 | 4 | 30/67 |
| Luisa Fernanda Rudi (PP) | 13 de julio de 2011 Mayoría requerida: Absoluta (34/67) | Abstención |    |    |   |   |   | 0/67  |